# Ресен (община)
Ресен (макед. Општина Ресен) — община в Северной Македонии. Расположена на юге страны. Население составляет 16 825 человека (2002 год).
Административный центр — город Ресен.
Площадь территории общины 550,77 км².
Этническая структура населения в общине по переписи 2002 года:
- македонцы — 12,798 (76,1%);
- турки — 1,797 (10,7%);
- албанцы — 1,536 (9,1%);
- цыгане — 184 (1,1%);
- остальные — 510 (3%)